# Агафоново (Псковский район)
Агафоново — деревня в Карамышевской волости Псковского района Псковской области России.
Расположена в 1 км к востоку от села Карамышево и в 31 км к востоку от центра города Пскова.
Численность населения деревни по состоянию на 2000 год составляла 8 человек.